# Monoplex norai
Monoplex norai is een slakkensoort uit de familie van de Ranellidae. De wetenschappelijke naam van de soort is voor het eerst geldig gepubliceerd in 2004 door Garcia-Talavera & de Vera.